# Red-Letter Christians

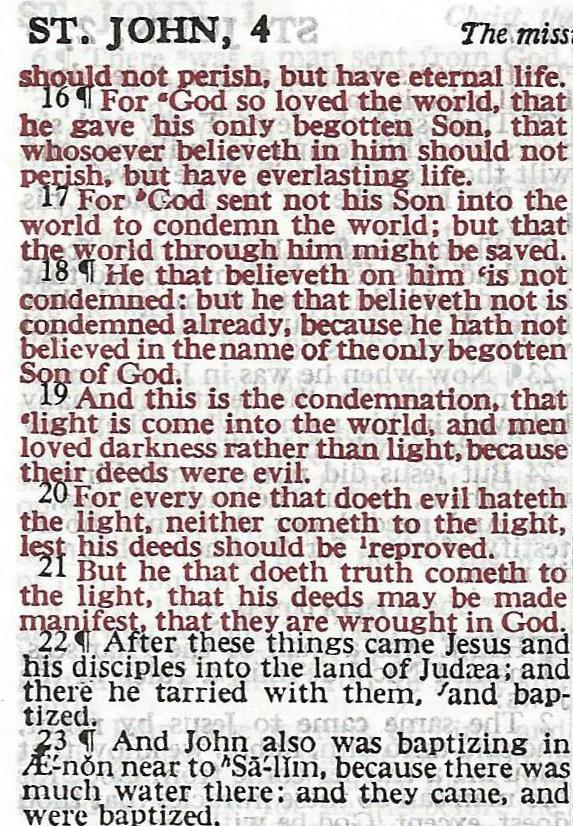
Eine King-James-Bibel mit roten markierten Passagen

Red-Letter Christians (abgekürzt RLC und englisch für „Rote-Buchstaben-Christen“) ist eine christliche Bewegung aus den USA, die sich vor allem gesellschaftspolitisch, humanitär und sozialethisch einsetzt. Die Aussage dieser Bewegung besteht darin, dass die großen evangelischen Gruppierungen der USA, die Evangelikalen, sich zu stark um Abtreibung und Homosexualität kümmern, während zentrale Lehren Jesu wie Nächstenliebe, Friede und Gerechtigkeit darunter vergessen werden. Red-Letter Christians betätigen sich vor allem bei der Friedensförderung, Familienunterstützung, Armutsbekämpfung, Kampf für Bürgerrechte, Gleichberechtigung der Ethnien und Unterstützung von Randgruppen. Diese soziale Fragen und gesellschaftlichen Probleme seien bereits zur Zeit von Jesus wichtig gewesen, neben der Nachfolge Christi seien sie prägend für die Evangelien und im Speziellen für die Bergpredigt.
Der Name „Red-Letter Christians“ bezieht sich konkret auf Bibel-Ausgaben, welche die von Jesus selbst gesprochenen Worte in roter Farbe darstellen, die als red letter edition bezeichnet wird. Während viele Christen schon seit langer Zeit die Worte Jesu ernst nehmen wollen und sich daher mit den Idealen, Tugenden und Werten der Red-Letter Christians identifizieren können, ist erst seit dem Jahr 2007 durch Vorträge und Bücher des Baptistenpastors Tony Campolo und des Aktivisten Shane Claiborne eine lose Bewegung entstanden, die unter diesem Namen aktiv ist und sich als Gegengewicht zu den Mainstream-Evangelikalen der USA versteht.
Tony Campolo beantwortete die Frage nach dem Grund, weshalb er diese Zusammenkunft gründete, mit:

„Der Zweck dieser Gruppierung war nicht, mit einer religiösen Linken die religiöse Rechte herauszufordern, sondern um den Zündfunken zu geben zu einer religiösen Bewegung, welche die Grenzen der politischen Parteien überschreitet.“

Die Red-Letter Christians sind eng mit der Sojourners Community verknüpft, die 1971 am bedeutenden evangelikalen Predigerseminar in Illinois, Trinity Evangelical Divinity School, entstand. Der Aktivist und Gemeinschaftsgründer Shane Claiborne, der bei Sojourners einen Blog schreibt, gehört zur zweiten Generation dieser Bewegung.
Ein Mitglied der Red-Letter Christians gehörte zu den Aktivisten, die im Mai 2025 im Kapitol der Vereinigten Staaten festgenommen wurden. Sie hatten dort aus dem Buch Jesaja vorgelesen, um gegen Gesetze zu demonstrieren, die den Armen schaden.

## Kritik
Verschiedene Personen und Gruppierungen kritisieren die Red-Letters Christians aus ganz unterschiedlichen Gründen. Der Theologe Joel Looper hat logische, theologische und historische Einwände gegen die nach seiner Ansicht eher willkürliche Auswahl und Auslegung der roten Bibelstellen angebracht. Chelsen Vicari von Juicy Ecumenism, Institute on Religion & Democracy, bemerkte, dass die Red-Letters Christians zwar die Bibel kennen und zitieren, jedoch oft eher wie die liberalen Protestanten philosophisch argumentieren und auch als solche wahrgenommen würden. Die Diskrepanz zwischen den Idealen der doch eher kleinen Bewegung und der Realität demokratischer amerikanischer Politiker, gerade in der Abtreibungsfrage, klaffe weit auseinander und untergrabe deren Glaubwürdigkeit.